# ISO 3166-2:UM
Kódy ISO 3166-2 pro Menší odlehlé ostrovy Spojených států amerických identifikují 9 teritorií (stav v roce 2015). První část (UM) je mezinárodní kód pro malé odlehlé státy USA, druhá část sestává ze dvou čísel identifikujících teritorium.

## Seznam kódů
```
UM-67 Johnston Atoll
UM-71 Midway Islands
UM-76 Navassa Island
UM-79 Wake Island
UM-81 Baker Island
UM-84 Howland Island
UM-86 Jarvis Island
UM-89 Kingman Reef
UM-95 Palmyra Atoll
```